# Convent i església de Sant Francesc
Convent i església de Sant Francesc és una obra de Cervera (Segarra) protegida com a Bé Cultural d'Interès Local.

## Descripció
Conjunt arquitectònic format per l'església i el convent de Sant Francesc, situat en un extrem de la ciutat i formant part del nucli antic. L'església és d'una sola nau coberta amb tres trams de voltes de creueria amb un cor elevat als peus. La capçalera és poligonal i cinc trams i diverses capelles laterals. La distribució de les obertures en els murs laterals no és simètrica. Al costat de l'epístola hi ha sis capelles amb alçades, amplades i profunditats variables. Pel que fa a les capelles de la banda de l'evangeli en tenim quatre de gòtiques i la de Sant Antoni de Pàdua construïda al segle xviii amb coberta de cúpula i un cambril posterior. Del convent en destaca el claustre que data del segle xviii i consta de dos pisos de galeries. La part inferior presenta arcs de mig punt sostinguts per pilars de secció quadrada, mentre que al segon pis presenta arcs de mig punt rebaixats sostinguts per columnes vuitavades.

## Història
Es diu que aquest convent fou fundat pel mateix Francesc d'Assis, al segle xiii, damunt d'una antiga capella dedicada a Sant Nicolau.
Les primeres notícies del convent daten de 1235, però les obres comencen l'any 1245, aprofitant una donació de terres pel rei Jaume I. Les donacions reials se succeïren al llarg dels segles XIII i XIV, des del regnat d'Alfons el Liberal fins al de Pere el Cerimoniós. A finals del segle xv, després de la destrucció del convent a causa de la guerra civil de Joan II es demanà ajuda al papa Alexandre XVI, el valencià Roderic de Borja. El papa va atendre la petició d'ajuda i d'aquesta se n'ocupà el mestre d'obres Joan Barrufet.
Amb la desamortització de 1835, el convent passà a mans privades i va convertir-se en fàbrica de cotó i posteriorment una granja.
Anys després, el 1936, l'edifici fou enderrocat. Els seus fons es conserven a l'Arxiu Comarcal de la Segarra.